# The Epic
The Epic is een wolkenkrabber in de Amerikaanse stad New York. Het gebouw staat op 125 West 31st Street. De bouw van de woontoren begon in 2005 en werd in 2007 voltooid.

## Ontwerp
The Epic is 187,41 meter hoog, 171,12 meter tot de hoogste etage, en telt 58 verdiepingen. Het is door Schuman, Lichtenstein, Claman & Efron en Fox&Fowle in postmoderne stijl ontworpen en heeft een totale oppervlakte van 53.326 vierkante meter.
Het gebouw bevat naast 458 woningen ook een parkeergarage en een fitnesscentrum met een oppervlakte van 362 vierkante meter. In het gebouw vindt men studio's en woningen met één of twee slaapkamers. Het gebouw heeft een gouden LEED-certificaat.